# بوجانگای فیلیپینی
بوجانگای فیلیپینی (نام علمی: Dicrurus balicassius) نام یک گونه از تیره بوجانگا است.